# الصالحیه
الصالحیة یک منطقهٔ مسکونی در سوریه است که در استان دیرالزور واقع شده‌است.

## خصوصیات
الصالحیة ۴٬۴۷۱ نفر جمعیت دارد.